# Klaus Täuber
Klaus Täuber (Erlangen, 1958. január 17. – 2023. július 1.) UEFA-kupagyőztes német labdarúgó, csatár, edző.

## Pályafutása

### Játékosként
1976 és 1980 között az 1. FC Nürnberg, 1980 és 1983 között a Stuttgarter Kickers, 1983 és 1987 között a Schalke 04, 1987 és 1989 között a Bayer Leverkusen labdarúgója volt. A nürnbergi csapattal bajnokságot az 1979–80-as idényben a másodosztályban. Tagja volt a Bayer Leveskusen UEFA-kupagyőztes együttesének az 1987–88-as szezonban.

### Edzőként
1991–92-ben az FC Rhade, 1992–93-ban a Jahn Regensburg, 1995 és 2002 között a Schalke 04 II, 2004 és 2006 között a Schwarz-Weiß Essen, 2007 és 2010 között a VfB Hüls, 2010–11-ben a Westfalia Herne edzőjeként tevékenykedett.

## Sikerei, díjai
1. FC Nürnberg
- Német bajnokság (2. Bundesliga)
  - bajnok: 1979–80

 Bayer Leverkusen
- UEFA-kupa
  - győztes: 1987–88